# 안곡로
안곡로는 경기도 부천시 소사구 괴안동 삼양중기에서 역곡1동 동곡초등학교 사이를 잇는 도로이다. 동곡초등학교에서 지봉로와 직결된다.

## 경유지
- 삼양엔텍 - 괴안주공아파트 - 괴안사거리 - 역곡3동 - 양지초등학교 - 역곡고가 사거리 - 역곡고가교 - 동곡초등학교

## 같이 보기
- 지봉로 (부천시)